# Leiden Lammenschans
Leiden Lammenschans – stacja kolejowa w Lejdzie, w prowincji Holandia Południowa, w Holandii. Znajduje się tu 1 peron.